# Sassá
Sassá, pseudonimo di Luiz Ricardo Alves (Muaná, 11 gennaio 1994), è un calciatore brasiliano, attaccante del Criciúma.

## Caratteristiche tecniche
È un terzino destro.

## Carriera
Cresciuto nelle giovanili del Botafogo, ha esordito il 7 luglio 2012 in occasione del match vinto 3-0 contro il Bahia.

## Statistiche

### Presenze e reti nei club
Statistiche aggiornate al 23 marzo 2018.
| Stagione        | Squadra         | Campionato      | Campionato | Campionato | Coppe nazionali | Coppe nazionali | Coppe nazionali | Coppe continentali | Coppe continentali | Coppe continentali | Altre coppe | Altre coppe | Altre coppe | Totale | Totale | Totale |
| Stagione        | Squadra         | Comp            | Pres       | Reti       | Comp            | Pres            | Reti            | Comp               | Pres               | Reti               | Comp        | Pres        | Reti        | Pres   | Reti   |        |
| --------------- | --------------- | --------------- | ---------- | ---------- | --------------- | --------------- | --------------- | ------------------ | ------------------ | ------------------ | ----------- | ----------- | ----------- | ------ | ------ | ------ |
| 2012            | Botafogo        | A/RJ+A          | 0+3        | 0+1        | CB              | 0               | 0               |                    | -                  | -                  |             | -           | -           | 3      | 1      |        |
| 2013            | Botafogo        | A/RJ+A          | 3+4        | 1+0        | CB              | 4               | 0               |                    | -                  | -                  |             | -           | -           | 11     | 1      |        |
| 2014            | Botafogo        | A/RJ+A          | 4+2        | 0          | CB              | 0               | 0               |                    | -                  | -                  |             | -           | -           | 6      | 0      |        |
| 2014            | Oeste           | A1/SP           | 3          | 0          | CB              | 0               | 0               |                    | -                  | -                  |             | -           | -           | 3      | 0      |        |
| 2014            | Náutico         | A1/PE+B         | 0+22       | 0+9        | CB              | 0               | 0               |                    | -                  | -                  |             | -           | -           | 22     | 9      |        |
| 2015            | Botafogo        | A/RJ+B          | 16+22      | 1+7        | CB              | 4               | 3               |                    | -                  | -                  |             | -           | -           | 42     | 11     |        |
| 2016            | Botafogo        | A/RJ+A          | 1+26       | 0+12       | CB              | 4               | 2               |                    | -                  | -                  |             | -           | -           | 31     | 14     |        |
| 2017            | Botafogo        | A/RJ+A          | 11+0       | 5+0        | CB              | 1               | 0               | CL                 | 4                  | 0                  |             | -           | -           | 12     | 5      |        |
| Totale Botafogo | Totale Botafogo | Totale Botafogo | 92         | 27         |                 | 13              | 5               |                    | 4                  | 0                  |             | -           | -           | 109    | 32     |        |
| 2017            | Cruzeiro        | M1/MG+A         | 0+15       | 0+6        | CB              | 0               | 0               |                    | -                  | -                  | PL          | 2           | 1           | 17     | 7      |        |
| 2018            | Cruzeiro        | M1/MG+A         | 2          | 0          | CB              | 0               | 0               | CL                 | 0                  | 0                  |             | -           | -           | 2      | 0      |        |
| Totale carriera | Totale carriera | Totale carriera | 134        | 42         |                 | 13              | 5               |                    | 4                  | 0                  |             | -           | -           | 151    | 47     |        |

## Palmarès

### Club

#### Competizioni statali
- Recopa Mineira: 1

Athletic: 2022